# サッカーエクアドル女子代表
サッカーエクアドル女子代表（サッカーエクアドルじょしだいひょう）は、エクアドルサッカー連盟(スペイン語: Federación Ecuatoriana de Fútbol, 略称：FEF)によって編成されるエクアドルの女子サッカーナショナルチームである。南米サッカー連盟(CONMEBOL)に所属している。1995年に代表チームが結成され、南米女子サッカー選手権であるコパ・アメリカ・フェメニーナに出場している。
女子ワールドカップは2015年大会で初めて本大会に出場した。オリンピック出場はない。

## ワールドカップの成績
- 1991 - 不参加
- 1995 - 予選敗退
- 1999 - 予選敗退
- 2003 - 予選敗退
- 2007 - 予選敗退
- 2011 - 予選敗退
- 2015 - グループリーグ敗退

初出場した2015年大会ではカメルーンに6失点、スイスに10失点するなど大差で早々にグループリーグ敗退が決まったが、最終戦の日本相手に0-1と健闘し、アラウス監督は「周囲は日本が15点ぐらい取ると思っていたのでは。われわれがこの舞台に参加するに値するチームであることを示せた」と話した。

## オリンピックの成績
- 1996 - 予選敗退
- 2000 - 予選敗退
- 2004 - 予選敗退
- 2008 - 予選敗退
- 2012 - 予選敗退
- 2016 - 予選敗退

## コパ・アメリカ・フェメニーナの成績
| 開催年 | 結果               | 試合   | 勝利   | 引分   | 敗戦   | 得点   | 失点   |
| ------ | ------------------ | ------ | ------ | ------ | ------ | ------ | ------ |
| 1991   | 不参加             | 不参加 | 不参加 | 不参加 | 不参加 | 不参加 | 不参加 |
| 1995   | グループリーグ敗退 | 4      | 1      | 1      | 2      | 9      | 21     |
| 1998   | 4位                | 6      | 2      | 2      | 2      | 14     | 20     |
| 2003   | グループリーグ敗退 | 2      | 1      | 1      | 0      | 3      | 1      |
| 2006   | グループリーグ敗退 | 4      | 1      | 1      | 2      | 4      | 5      |
| 2010   | グループリーグ敗退 | 4      | 3      | 0      | 1      | 8      | 6      |
| 2014   | 3位                | 7      | 3      | 0      | 4      | 7      | 11     |
| 合計   | 6/7                | 27     | 11     | 5      | 11     | 45     | 64     |

## FIFAランキング
- 初登場 - 51位(2003年7月)
- 最高順位 - 49位(2008年9月)
- 最低順位 - 110位(2009年3月)